# Río Mundo
Río Mundo är ett vattendrag i Spanien.   Det ligger i provinsen Provincia de Albacete och regionen Kastilien-La Mancha, i den sydöstra delen av landet, 290 km sydost om huvudstaden Madrid.